# Джузеппе Террані
Джузеппе Террані (італ. Giuseppe Terragni; 18 квітня 1904, Меда, Італія — 19 липня 1943, Комо) — італійський архітектор,  першопроходець італійського модернізму під рубрикою раціоналізму.

## Життєпис
У 1921 році закінчив технічний коледж в Меді і поступив в Школу архітектури Політехнічного інституту в Мілані, яку закінчив в 1926 році. У 1927 році разом з братом Аттіліо Джузеппе відкриває власну архітектурну майстерню в Комо, де і працював до самої смерті. Його творчість випало на період фашистського режиму Муссоліні. Перебував під впливом Антоніо Сант-Елія. Спільно з архітекторами Адальберто Ліберою, Убальдо Кастальоні, Луїджі Фіджино, Гвідо Фретта, Джузеппе Пагано, Джино Полліні, Карло Енріко Рава і Себастьяно Ларко в 1926 році заснував «Групу семи», що сприяла поширенню ідей раціоналізму і руху Новеченто в Італії.